# خافيير باسكوال يورينتي
خافيير باسكوال يورينتي (بالإسبانية: Javier Pascual Llorente)‏ (و. 1971  م) هو راكب دراجة هوائية إسباني.

## روابط خارجية
- خافيير باسكوال يورينتي على موقع الاتحاد الدولي للدراجات (الإنجليزية)
- خافيير باسكوال يورينتي على موقع أرشيف الدراجات (الإنجليزية)
- خافيير باسكوال يورينتي على موقع إحصائيات الدراجات الإحترافية (الإنجليزية)
- خافيير باسكوال يورينتي على موقع CycleBase (الإنجليزية)